# سرژ لنوآر
سرژ لنوآر (انگلیسی: Serge Lenoir؛ زادهٔ ۲۰ فوریهٔ ۱۹۴۷) بازیکن فوتبال اهل فرانسه است.
از باشگاه‌هایی که در آن بازی کرده‌است می‌توان به باشگاه فوتبال باستیا، باشگاه فوتبال رن، و باشگاه فوتبال استاد برستوا ۲۹ اشاره کرد.